# Fluorescein
Fluorescein je syntetická organická látka obvykle ve formě tmavooranžového až červeného prášku omezeně rozpustného ve vodě a v alkoholech. Používá se běžně v různých odvětvích jako fluorescenční značka. 

## Použití

Excitační a emisní spektrum fluoresceinu

Fluorescein je fluorofor používaný běžně ve fluorescenční mikroskopii, v barvivových laserech jako aktivní médium, k detekci krve v soudnictví a sérologii, a jako stopovač pro odhalování toků kapalin. Fluorescein má absorpční maximum při 494 nm a emituje při 512 nm (ve vodním prostředí).

## Deriváty
K významným derivátům fluoresceinu patří fluorescein izothiokyanát (FITC) používaný jako fluorofor v mikroskopii a dále 6-FAM fosforamidit užívaný v chemické syntéze DNA.